# Changas de Naranjito 2015
Questa voce raccoglie le informazioni riguardanti le Changas de Naranjito nella stagione 2015.

## Organigramma societario
Area direttiva
- Presidente: Héctor Caro

Area tecnica
- Primo allenatore: Juan Zayas (fino a febbraio), José Luis Díaz (da febbraio)

## Rosa
| N° | Nome                | Ruolo | Data di nascita   | Nazionalità sportiva |
| -- | ------------------- | ----- | ----------------- | -------------------- |
| 1  | Charlenne Domínguez | S/L   | 5 novembre 1985   | Porto Rico           |
| 2  | Taylor Simpson      | S     | 10 settembre 1993 | Stati Uniti          |
| 3  | Valeria Porrata     | S     | 24 agosto 1992    | Porto Rico           |
| 4  | Jennymar Santiago   | P     | 28 luglio 1994    | Porto Rico           |
| 5  | Kariema Rodríguez   | S     | 12 giugno 1999    | Porto Rico           |
| 6  | Gloriana García     | C     | 15 dicembre 1987  | Porto Rico           |
| 7  | Yozually Ortíz      | S/O   | 21 gennaio 1991   | Porto Rico           |
| 8  | Jennylee Martínez   | C     | 22 ottobre 1991   | Porto Rico           |
| 9  | Greysmarie Pérez    | L     | 31 gennaio 1995   | Porto Rico           |
| 10 | Yeaneska Matos      | S     | 29 aprile 1996    | Porto Rico           |
| 11 | Jennifer Quesada    | C     | 22 febbraio 1992  | Porto Rico           |
| 12 | Sandraliz García    | P     | 17 marzo 1992     | Porto Rico           |
| 15 | Glorimar Ortega     | P     | 21 novembre 1983  | Porto Rico           |
| 16 | Kristy Jaeckel      | S     | 12 ottobre 1989   | Stati Uniti          |
| 17 | Alba Aponte         | C     | 23 luglio 1982    | Porto Rico           |
| 18 | Karsta Lowe         | S     | 2 febbraio 1993   | Stati Uniti          |

## Mercato
| Acquisti | Acquisti            | Acquisti              | Acquisti      |
| R.       | Nome                | da                    | Modalità      |
| -------- | ------------------- | --------------------- | ------------- |
| S/L      | Charlenne Domínguez | Lancheras de Cataño   | definitivo    |
| S        | Taylor Simpson      | Colorado              | definitivo    |
| S        | Valeria Porrata     | Orientales de Humacao | definitivo    |
| P        | Jennymar Santiago   | UPR Bayamón           | definitivo    |
| S        | Kariema Rodríguez   | ?                     | definitivo    |
| C        | Gloriana García     | inattiva              | definitivo    |
| S/O      | Yozually Ortíz      | Orientales de Humacao | fine prestito |
| C        | Jennylee Martínez   | Gigantes de Carolina  | fine prestito |
| L        | Greysmarie Pérez    | Lancheras de Cataño   | definitivo    |
| ?        | Yanesca Matos       | ?                     | definitivo    |
| C        | Jennifer Quesada    | Criollas de Caguas    | fine prestito |
| P        | Sandraliz García    | Lancheras de Cataño   | definitivo    |
| S        | Kristy Jaeckel      | Mane 'n Tail          | definitivo    |
| P        | Glorimar Ortega     | Lancheras de Cataño   | definitivo    |
| C        | Alba Aponte         | Leonas de Ponce       | definitivo    |
| S/O      | Karsta Lowe         | UC Los Angeles        | definitivo    |

| Cessioni | Cessioni          | Cessioni              | Cessioni   |
| R.       | Nome              | a                     | Modalità   |
| -------- | ----------------- | --------------------- | ---------- |
| S        | Taylor Simpson    | -                     | svincolata |
| P        | Sandraliz García  | Valencianas de Juncos | definitivo |
| P        | Jennymar Santiago | Indias de Mayagüez    | definitivo |
| S        | Kristy Jaeckel    | Lancheras de Cataño   | definitivo |
| S/O      | Karsta Lowe       | -                     | svincolata |

## Risultati

### LVSF

#### Regular season
| 1ª giornata - 15 gennaio 2015 Coliseo Guillermo Angulo, Carolina        | Gigantes de Carolina  | 3 - 0 | Changas de Naranjito  | 25-14, 25-20, 25-19               |
| 2ª giornata - 18 gennaio 2015 Coliseo Gelito Ortega, Naranjito          | Changas de Naranjito  | 2 - 3 | Indias de Mayagüez    | 18-25, 25-22, 25-15, 21-25, 15-17 |
| 3ª giornata - 21 gennaio 2015 Coliseo Gelito Ortega, Naranjito          | Changas de Naranjito  | 3 - 2 | Lancheras de Cataño   | 25-22, 19-25, 23-25, 25-21, 15-13 |
| 4ª giornata - 24 gennaio 2015 Coliseo Salvador Dijols, Ponce            | Leonas de Ponce       | 3 - 0 | Changas de Naranjito  | 25-18, 25-20, 25-19               |
| 5ª giornata - 28 gennaio 2015 Coliseo Rafael Amalbert, Juncos           | Valencianas de Juncos | 3 - 1 | Changas de Naranjito  | 25-23, 23-25, 25-18, 25-23        |
| 6ª giornata - 1 febbraio 2015 Coliseo Gelito Ortega, Naranjito          | Changas de Naranjito  | 1 - 3 | Criollas de Caguas    | 17-25, 25-19, 20-25, 19-25        |
| 7ª giornata - 5 febbraio 2015 Coliseo Gelito Ortega, Naranjito          | Changas de Naranjito  | 1 - 3 | Gigantes de Carolina  | 31-33, 21-25, 25-15, 22-25        |
| 8ª giornata - 8 febbraio 2015 Coliseo Gelito Ortega, Naranjito          | Changas de Naranjito  | 1 - 3 | Indias de Mayagüez    | 25-21, 11-25, 22-25, 24-26        |
| 9ª giornata - 12 febbraio 2015 Coliseo Cosme Beitia Sálamo, Cataño      | Lancheras de Cataño   | 3 - 0 | Changas de Naranjito  | 28-26, 25-19, 25-15               |
| 10ª giornata - 14 febbraio 2015 Coliseo Gelito Ortega, Naranjito        | Changas de Naranjito  | 0 - 3 | Leonas de Ponce       | 20-25, 16-25, 22-25               |
| 11ª giornata - 18 febbraio 2015 Coliseo Rafael Amalbert, Juncos         | Valencianas de Juncos | 3 - 1 | Changas de Naranjito  | 26-24, 20-25, 25-13, 25-20        |
| 12ª giornata - 22 febbraio 2015 Coliseo Gelito Ortega, Naranjito        | Changas de Naranjito  | 0 - 3 | Criollas de Caguas    | 17-25, 19-25, 22-25               |
| 13ª giornata - 26 febbraio 2015 Coliseo Guillermo Angulo, Carolina      | Gigantes de Carolina  | 3 - 1 | Changas de Naranjito  | 25-20, 25-14, 33-35, 25-16        |
| 14ª giornata - 1 marzo 2015 Palacio de Recreación y Deportes, Mayagüez  | Indias de Mayagüez    | 3 - 1 | Changas de Naranjito  | 25-18, 24-26, 25-16, 25-20        |
| 15ª giornata - 6 marzo 2015 Coliseo Gelito Ortega, Naranjito            | Changas de Naranjito  | 1 - 3 | Lancheras de Cataño   | 23-25, 20-25, 25-22, 20-25        |
| 16ª giornata - 8 marzo 2015 Coliseo Dolores Toyita Martínez, Juana Díaz | Leonas de Ponce       | 3 - 0 | Changas de Naranjito  | 25-21, 25-14, 25-18               |
| 17ª giornata - 11 marzo 2015 Coliseo Gelito Ortega, Naranjito           | Changas de Naranjito  | 1 - 3 | Valencianas de Juncos | 24-26, 26-24, 13-25, 20-25        |
| 18ª giornata - 15 marzo 2015 Coliseo Héctor Solá Bezares, Caguas        | Criollas de Caguas    | 3 - 1 | Changas de Naranjito  | 25-10, 25-13, 26-28, 25-18        |
| 19ª giornata - 19 marzo 2015 Coliseo Gelito Ortega, Naranjito           | Changas de Naranjito  | 1 - 3 | Gigantes de Carolina  | 18-25, 21-25, 25-23, 17-25        |
| 20ª giornata - 22 marzo 2015 Palacio de Recreación y Deportes, Mayagüez | Indias de Mayagüez    | 3 - 0 | Changas de Naranjito  | 25-13, 25-7, 25-14                |
| 21ª giornata - 26 marzo 2015 Coliseo Cosme Beitia Sálamo, Cataño        | Lancheras de Cataño   | 3 - 1 | Changas de Naranjito  | 25-12, 17-25, 25-13, 25-16        |
| 22ª giornata - 28 marzo 2015 Coliseo Gelito Ortega, Naranjito           | Changas de Naranjito  | 1 - 3 | Leonas de Ponce       | 15-25, 15-25, 25-21, 14-25        |
| 23ª giornata - 31 marzo 2015 Coliseo Gelito Ortega, Naranjito           | Changas de Naranjito  | 1 - 3 | Valencianas de Juncos | 25-23, 14-25, 15-25, 16-25        |
| 24ª giornata - 5 aprile 2015 Coliseo Héctor Solá Bezares, Caguas        | Criollas de Caguas    | 3 - 0 | Changas de Naranjito  | 25-17, 25-15, 25-17               |

## Statistiche

### Statistiche di squadra
| Competizione | Punti | In casa | In casa | In casa | In trasferta | In trasferta | In trasferta | Totale | Totale | Totale |
| Competizione | Punti | G       | V       | P       | G            | V            | P            | G      | V      | P      |
| ------------ | ----- | ------- | ------- | ------- | ------------ | ------------ | ------------ | ------ | ------ | ------ |
| LVSF         | 3     | 12      | 1       | 11      | 12           | 0            | 12           | 24     | 1      | 23     |
| Totale       | -     | 12      | 1       | 11      | 12           | 0            | 12           | 24     | 1      | 23     |

G = partite giocate; V = partite vinte; P = partite perse